# Odorrana kuangwuensis
Odorrana kuangwuensis es una especie de anfibio anuro de la familia Ranidae.

## Distribución geográfica
Esta especie es endémica de la provincia de Sichuan en el sur de la República Popular China. Habita en el condado de Nanjiang a unos 1650 m de altitud.

## Etimología
Su nombre de especie, compuesto de kuangwu y el sufijo latín -ensis, significa "que vive en, que habita", y se le dio en referencia al lugar de su descubrimiento, el Monte Guangwu (Kuang-wu Shan en la transcripción literal).

## Publicación original
- Hu, Zhao & Liu, 1966 : A herpetological survey of the Tsinling and Ta-Pa Shan region. Acta Zoológica Sinica, Beijing, vol. 18, p. 57-89.[5]